# Haulout
Haulout ist ein russisch-britischer Dokumentar-Kurzfilm von Maxim Germanowitsch Arbugajew und Jewgenija Germanowna Arbugajewa aus dem Jahr 2022, der eine Oscarnominierung in der Kategorie „Bester Dokumentar-Kurzfilm“ erhalten hat.

## Inhalt
Im Film folgen wir dem Meeresbiologen Maxim Chakilev in seine abgelegene Hütte nach Chukotka, die in den unendlichen Weiten der russischen Arktis liegt. Wie jedes Jahr im Herbst, verbringt er dort drei Monate. Während einer der Nächte füllt sich der Strand mit unzähligen Walrossen. Dieses Spektakel findet Jahr für Jahr statt, endet aber für einige der Tiere viel zu oft mit deren Tod.
Die von dem Meeresforscher in erster Linie beobachteten Walrosse brauchen eine Ruhephase an Land und nutzen die Zeit an Land auch, um sich zu paaren. Da das Eis sich immer mehr zurückbildet, schwindet der für sie vorhandene Lebensraum immer mehr. Es gibt seit einiger Zeit sogar Phasen, in denen das Wasser völlig eisfrei ist. Die Erwärmung des Meeres und steigende Temperaturen sind dafür verantwortlich.
Der Film zeigt uns die tosende See, um uns dann mit einer unüberschaubaren Menge an Walrossen zu konfrontieren, die dichtgedrängt Körper an Körper liegen. Sie liegen so dicht, dass es Chakilev unmöglich ist, seine Hütte durch die Tür zu verlassen und er sich gezwungen sieht, aufs Dach des Gebäudes zu klettern. Die Kamera vermittelt dem Zuschauer die ungeheure Masse an Tieren, die an Land drängen. Der sie beobachtende Forscher ist ihnen in seiner Position unterlegen. Auch wirkt ein Mensch ausnehmend klein gegenüber den vielen Tieren sowie den Naturgewalten. Der Lärm, den die Walrosse veranstalten, ist ebenfalls nicht zu unterschätzen. Wenn alles vorbei ist, kann Chakilev endlich hinaus und zählen, wie viele der Tiere von ihren Artgenossen erdrückt worden sind. Er macht die traurige Erfahrung, dass es von Jahr zu Jahr mehr werden. Den durch den Menschen verursachten Klimawandel haben auch diese Tiere auszubaden.

## Produktion

### Produktionsnotizen

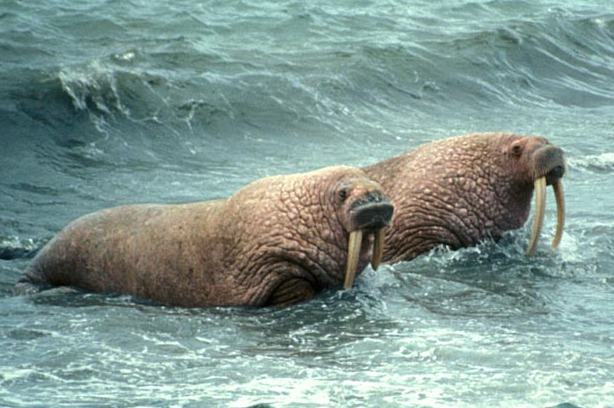
Zwei Walrosse gehen an Land

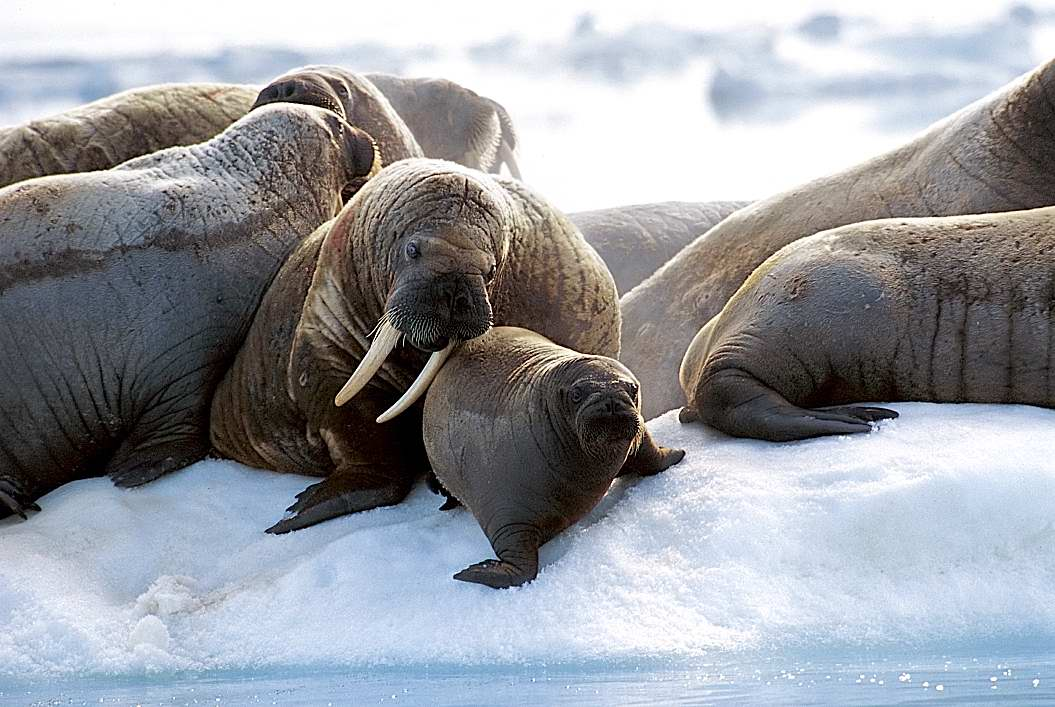
Walrosskuh und -kalb in einer Herde

Produziert wurde der Film von Albireo Films und Gonella Productions. Der international gewählte Filmtitel der russisch-britischen Koproduktion bezieht sich auf den Begriff „Hauling-out“. Das ist in der Wissenschaft der Begriff dafür, wenn die Flossenfüßler das Land aufsuchen. Sie tun das entweder um sich auszuruhen oder zur Paarung. Haul-Out ist gleichbedeutend mit einer großen Ansammlung von Tieren, die Ruhephasen an Land verbringen wollen.
Die Dokumentation von Evgenia Arbugaeva und Maxim Arbugaev, die beide aus Tiksi in der russischen Arktis stammen und ihrer Heimat auch beruflich verbunden sind, nimmt eine Haltung des Beobachtens ein. Kamera ebenso wie auch der Forscher befinden sich sozusagen im „Auge des Sturms“.

### Veröffentlichung
- Premiere hatte der Film im Februar 2022 bei den Internationalen Filmfestspielen in Berlin.
- Am 19. Juli 2022 war er einer der Beiträge auf dem Aegean Film Festival in Griechenland.
- Am 30. September 2022 wurde er auf dem Reykjavik International Film Festival in Island vorgestellt.
- Im Oktober 2022 war einer der Beiträge auf dem London Film Festival im Vereinigten Königreich.
- Am 16. Oktober 2022 wurde er auf dem DocsMX International Documentary Film Festival von Mexiko-Stadt vorgestellt.

## Rezeption

### Kritik
Auf der Seite Riecks Film-Kritiken heißt es, Haulout vermittle „eine wichtige Botschaft“. Dort stehe „nicht eine Handlung [...] im Mittelpunkt“, sondern der „Klimawandel in der arktischen See“, der uns „mit schaurig-schönen Bildern verdeutlicht“ werde.
Auf der Seite Upcoming on Screen war zu lesen, Haulout sei ein kraftvoller Dokumentarfilm, der das schier überwältigende Ausmaß der Folgen des Klimawandels zeige, indem er die Nöte wunderschöner Tiere in der Arktis filme. Der Film sei tragisch und ernüchternd zugleich und ein Muss für uns Menschen. Evgenia Arbugaeva und Maxim Arbugaev seien so nah am Geschehen, dass diese Intimität einem den Atem raube. Man betrachte die Bilder immer wieder mit offenem Mund. Die Verzweiflung über das Ausmaß des Klimawandels werde so plastisch vorgeführt, dass die Bilder einen nicht so schnell verlassen würden. Besorgniserregend sei zudem, dass das Ausmaß des Problems für diese Tiere noch schlimmer werde. Die Filmemacher hätten einen Film geschaffen, der die perfekte Länge habe. Haulout sei außergewöhnlich und hebe die gefährliche Situation hervor, in der sich unser Planet befinde.
Doreen Matthei von der Seite Testkammer gab dem Film neun von zehn möglichen Punkten und schrieb, der Kurzfilm ‚Haulout‘ liefere „beeindruckende Bilder und ein eindeutiges Statement“. Den Filmemachern sei „ein starker Film über ein gewaltiges Naturereignis gelungen, der mit seinen Bildern beeindruck[e] und fessel[e]“. Gleichzeitig machten sie „mit wenigen, begleitenden Worten und mit den starken Filmaufnahmen, die einem gerade am Ende schwer zusetzen“ würden, „ihre Botschaft deutlich“. „Ein schnelles Umdenken in der Klimakrise“ sei „notwendig, um auch diese Geschöpfe zu beschützen“. So gehöre ‚Haulout‘ „zu den beeindruckendsten Filmen der diesjährigen Berlinale Shorts und kling[e] beim Publikum noch lange nach“. Die Filmemacher lieferten „nicht nur ein gelungenes Portrait, sondern auch ein starkes Plädoyer für einen besseren Umgang mit der Natur“.
Richard Propes befasste sich für The Independent Critic mit dem Film und stellte fest, es sei nicht verwunderlich, dass der bemerkenswerte Film Haulout auf die Shortlist für die Oscars 2023 gesetzt worden sei. Das sei eine verdiente Anerkennung für einen wunderschön konstruierten Film. Es sei fast unmöglich, beim Anschauen des Films, dessen Fokus auf die Tiere in der Arktis gerichtet sei, nicht grimmig zu werden, da die Tiere die tragischen Auswirkungen des Klimawandels mittragen müssten. Die Filmemacher wüssten, dass sie nichts hinzufügen müssten, um das inhärente Drama dieser Geschichte zu verstärken. Die Grafik sage fast alles, was es zu sagen gebe, und zu beobachten, wie sich das Drama anbahne und entfalte, sei ernüchternd und mehr als nur ein wenig verheerend. Wenn man im Laufe des Films nicht irgendwann am Boden zerstört sei, sollte man einmal fühlen, ob der Puls noch schlage. Haulout sei außergewöhnlich in seiner Bildsprache und seiner Botschaft und ohne Frage einer der besten Dokumentarfilme des Jahres 2022.

### Auszeichnungen
AFI Awards 2022
- Gewinner des Grand Jury Prize Evgenia Arbugaeva und Maxim Arbugaev in der Kategorie „Bester Dokumentar-Kurzfilm“

Internationale Filmfestspiele Berlin 2022
- Auszeichnung für Maxim Arbugaev und Evgenia Arbugaeva in der Kategorie „Bester Dokumentarfilm“
- nominiert für den Goldenen Bären Evgenia Arbugaeva und Maxim Arbugaev in der Kategorie „Bester Kurzfilm“

Cork International Film Festival 2022
- Gewinner des Grand Prix Documentary Short für Evgenia Arbugaeva und Maxim Arbugaev

DocAviv Film Festival 2022
- nominiert Evgenia Arbugaeva und Maxim Arbugaev in der Kategorie „Bester Kurzfilm“

Dokufest International Documentary and Short Film Festival 2022
- Gewinner der/des International Docs Competition/Short Dox Award für Maxim Arbugaev und Evgenia Arbugaeva

Nashville Film Festival 2022
- nominiert für den Grand Jury Prize Evgenia Arbugaeva und Maxim Arbugaev in der Kategorie „Bester Dokumentar-Kurzfilm“

Palm Springs International ShortFest 2022
- Gewinner Special Jury Award für Maxim Arbugaev und Evgenia Arbugaeva in der Kategorie „Bester Dokumentar-Kurzfilm“

Reykjavik International Film Festival 2022
- nominiert International Shorts Competition/Internationaler Kurzfilm Maxim Arbugaev und Evgenia Arbugaeva

Valladolid International Film Festival 2022
- nominiert für den Tiempo de Historia Award Maxim Arbugaev und Evgenia Arbugaeva in der Kategorie „Bester Dokumentar-Kurzfilm“

Vila do Conde International Short Film Festival 2022
- Gewinner „Bester Dokumentarfilm“ (Maxim Arbugaev und Evgenia Arbugaeva – Documentary Competition)
- nominiert für den Great Prize Cidade Vila do Conde Evgenia Arbugaeva und Maxim Arbugaev  – International Competition

Academy Awards 2023
- Oscarnominierung für Evgenia Arbugaeva und Maxim Arbugaev in der Kategorie „Bester Dokumentar-Kurzfilm“